# Jean Jolly
Pour les articles homonymes, voir Jolly.
Ne doit pas être confondu avec Jean Joly.
 (avril 2025).
Si vous disposez d'ouvrages ou d'articles de référence ou si vous connaissez des sites web de qualité traitant du thème abordé ici, merci de compléter l'article en donnant les références utiles à sa vérifiabilité et en les liant à la section « Notes et références ».
Jean Jolly, né le 30 juillet 1938 à Bône (auj. Annaba), est un journaliste et historien français. Il fut grand reporter, éditorialiste de politique étrangère et d'économie internationale, correspondant diplomatique.

## Biographie
Diplômé en 1962 du Centre de formation de journalistes, il sera successivement grand reporter, rédacteur-en-chef, éditorialiste de politique étrangère et d’économie internationale. Au cours de sa carrière à L’Aurore (1966-1978), au Nouveau Journal et au groupe de presse économique et financier Agefi (1981-1989), il se rend souvent à l'étranger à l’occasion de crises, de conflits, de conférences internationales ou de voyages présidentiels et ministériels. L’agence Reuters (1989-2003) lui confie, quatorze ans durant, la couverture diplomatique du Quai d’Orsay.
En 1980, après avoir assumé les fonctions de Secrétaire général de la rédaction (1979-80) de Forum International, premier quotidien français conçu en informatique intégrée, il réalise la première liaison Afrique-Europe avec le seul ordinateur portable francophone, un Scrib, créé par l'ingénieur Meylan de la société suisse Bobst Graphic de Lausanne. En raison de l'opposition du syndicat du Livre en France, il fera cette connexion avec le quotidien suisse Le Nouvelliste de Sion à partir d'Abidjan. Enfin, de 2003 à 2014, il assurera une chronique régulière de politique internationale à L'Indépendant.
En 2019, à l'âge de quatre-vingt ans, Jean Jolly tente une nouvelle expérience en publiant un roman policier : L'étrange affaire Laprades – Le crime de l'avenue Victor-Hugo.

### Collaborations diverses
Sa signature se retrouve dans de grands quotidiens régionaux ou étrangers, comme Le Méridional, Ouest-France, Sud-ouest, Le Journal de Rhône-Alpes, l'Agence Aigles, Le Journal de l'île de la Réunion, Le Journal de Genève, Le Nouvelliste de Sion, dans des hebdomadaires et des magazines comme l’Express International, Valeurs actuelles, Le Spectacle du monde, La Gazette, Paris-Tel, Le Crapouillot, France Diplomatie, La Lettre A, VSD, Le Courrier du Parlement, Géopolitique africaine…

## Publications (sélection)
- L'Afrique des origines à nos jours, Cahiers de l'Histoire, 1966 et 1967.
- La Terre et les hommes, encyclopédie illustrée, rédaction de la partie consacrée à l'Afrique, tome III, Fernand Nathan, 1969.
- À qui la Palestine ?, en collaboration, Éditions Jacques Lanzmann, 1970.
- Les Onze peurs des Français pour l'an 2000, en collaboration avec Jean-Claude Grenier, Olivier Orban, 1990.
- Histoire du Continent africain, (trois tomes), L'Harmattan, 1996, Prix René Caillié de la Société de Géographie humaine de Paris.
- L'Afrique et son environnement européen et asiatique (1re édition), atlas historique, Éditions Paris Méditerranée, 2002.
- L'Algérie de Bouteflika, Durante Édition, 2004.
- L'Afrique et son environnement européen et asiatique, atlas historique, L'Harmattan, 2008, Grand Prix Algérianiste 2009, Mention spéciale Grand Prix Afrique noire 2009.
- Les Chinois à la conquête de l'Afrique, Pygmalion, 2011.
- La décolonisation : crimes sans châtiments, Éditions Jean Saintonge, 2012, 1re édition, L'Harmattan, 2012, 2e édition.

## Distinctions
- Il est membre de la presse diplomatique, eurafricaine, parlementaire et présidentielle et sociétaire de l'ADELF (Association des écrivains de langue française).
- Il est également membre titulaire de l'Académie des sciences d'outre-mer[1].
- Jean Jolly est titulaire du Prix René Caillé de la Société de géographie humaine de Paris pour son Histoire du Continent africain ainsi que du Grand Prix Algérianiste 2009 et d'une Mention spéciale du Grand Prix Afrique noire 2009 pour son atlas historique L'Afrique et son environnement européen et asiatique.